# Knut Hickethier
Knut Hickethier (* 24. Juli 1945 in Golßen/Niederlausitz) ist ein deutscher Medienwissenschaftler.

## Leben
Knut Hickethier absolvierte von 1965 bis 1970 in West-Berlin ein Studium der Kunsterziehung an der Universität der Künste Berlin. Anschließend studierte er Literatur- und Medienwissenschaft bei Friedrich Knilli an der TU Berlin. 1979 wurde er dort mit einer Arbeit über die Programmgeschichte des Fernsehspiels in der Bundesrepublik promoviert. Auf seine Habilitation 1982 in Osnabrück folgten Lehr- und Forschungstätigkeiten. Von 1990 bis 1994 hatte er eine Lehrstuhlvertretung in Marburg inne. Von 1994 bis zu seiner Emeritierung 2010 war Hickethier Professor für Medienwissenschaft am Institut für Medien und Kommunikation der Universität Hamburg.
Von 1982 bis 1994 war er als Fernseh-, Film- und Radiokritiker für epd/Kirche und Rundfunk (heute: epd medien), epd Film und andere Zeitungen und Zeitschriften tätig. Hickethier war von 1974 bis 2016 Redakteur und Mitherausgeber der Zeitschrift Ästhetik & Kommunikation.
Als Herausgeber betreut er die Publikationsreihe Beiträge zur Medienästhetik und Mediengeschichte und Sprache, Literatur, Medien (beide LIT Verlag, Münster/Hamburg) sowie, als Mitherausgeber, die Filmreihe Aufblende (Hitzeroth Verlag, Marburg).
Knut Hickethier ist verheiratet.

## Schriften
- 1971 Semiotik des Films: Mit Analysen kommerzieller Pornos u. revolutionärer Agitationsfilme, mit Friedrich Knilli und E. Reiss, Hanser Verlag, München, ISBN 3-446-11376-2

- 1976 Literatur in den Massenmedien. Demontage von Dichtung?, mit Friedrich Knilli und Wolf Dieter Lützen, Hanser Verlag, München, ISBN 3-446-12264-8
- 1982 Medienmagazin I, mit Friedrich Knilli und Erwin Reiss, Hanser Verlag, ISBN 3-446-11875-6

- Film- und Fernsehanalyse (= Sammlung Metzler. 277). Metzler, Stuttgart u. a. 1993, ISBN 3-476-01882-2 (5., aktualisierte und erweiterte Auflage. ebenda 2012, ISBN 978-3-476-02450-3).
- Geschichte des deutschen Fernsehens. Unter Mitarbeit von Peter Hoff. Metzler, Stuttgart u. a. 1998, ISBN 3-476-01319-7.
- Einführung in die Medienwissenschaft. Metzler, Stuttgart u. a. 2003, ISBN 3-476-01882-2 (2., aktualisierte und überarbeitete Auflage. ebenda 2010, ISBN 978-3-476-02351-3).